# Крестьяне (фильм, 1939)
Крестьяне (азерб. Kəndilər) — азербайджанский исторический фильм с элементами драмы 1939 года производства Бакинской киностудии.
Единственный фильм режиссёра Самеда Марданова, который скончался в том же году в возрасте 29 лет и не дожил до премьеры фильма. Первые работы в кино актёров Исмаила Османлы и Мамедрзы Шейхзаманова.

## Сюжет
Накануне падения мусаватистского правительства большевистская пропаганда среди крестьян вылилась в восстание против беев.
Фильм рассказывает о революционном движении в Азербайджане, активном участии XI золотой армии и передаче большевиков в свои руки.

## Создатели фильма

### В ролях
Алескер Алекперов
Мустафа Марданов
Рза Дараблы
Борис Байков
Рза Афганлы
Сидги Рухулла
Али Гурбанов
Мовсун Санани
Хейри Амирзаде
Тамара Искандерова
Микаил Микаилов
Атамоглан Рзаев
Али-Саттар Меликов
А. Волохов
Исмаил Османлы
 Фатех Фатуллаев

### Административная группа
автор сценария : Георгий Мдивани
режиссёр-постановщик : Самед Марданов (первая и последняя работа в кино)
операторы-постановщики : Дмитрий Фельдман, Фёдор Фельдман
композитор : Ниязи
автор текста песни : Расул Рза